# كيد بروير
كيد بروير (بالإنجليزية: Kidd Brewer)‏ هو لاعب كرة قدم أمريكية أمريكي، ولد في 5 مايو 1908 في وينستون-سالم في الولايات المتحدة، وتوفي في 21 نوفمبر 1991 في رالي في الولايات المتحدة.